# 巴布航空
巴布航空（英語：Fly Baboo SA，品牌名稱為Baboo）是一家以瑞士日內瓦機場為基地的支線航空公司，在2003年成立，2010年被達爾文航空收購。

## 歷史
當瑞士航空放棄營運日內瓦—盧加諾航線後，巴布航空便在2003年成立。11月3日，首航往返盧加諾的航班正式啟航，飛機租借自西銳航空。2004年5月，航空公司取得瑞士的空運營運許可，使航空公司能開始營運自己的50座德哈維蘭加拿大Dash 8 Q300飛機。2005年，航空公司購買了德哈維蘭加拿大Dash 8 Q400。2008年4月起，航空公司添置巴西航空工业E190飛機，並宣佈將開辦基輔和聖彼德堡航線。同年9月，三架E190飛機均全數交付，而航空公司亦宣佈將新增日內瓦來往圖盧茲、波爾多、雅典、布加勒斯特和萨格勒布航線。然而聖彼德堡航線未能得到俄方允許，而基輔航線因需求不足，因此這兩航線從未開辦。
至2009年底，巴布航空收入已達7,300萬瑞士法朗，營運至今載客量超過130萬人。航空公司開辦了米蘭、馬賽和倫敦航線，及來往牛津的季節性航線。
2010年10月，巴布航空宣佈將會在11月底前把E190退租。11月25日，達爾文航空宣佈將會在2011年初前完成收購及接管巴布航空。

## 機隊

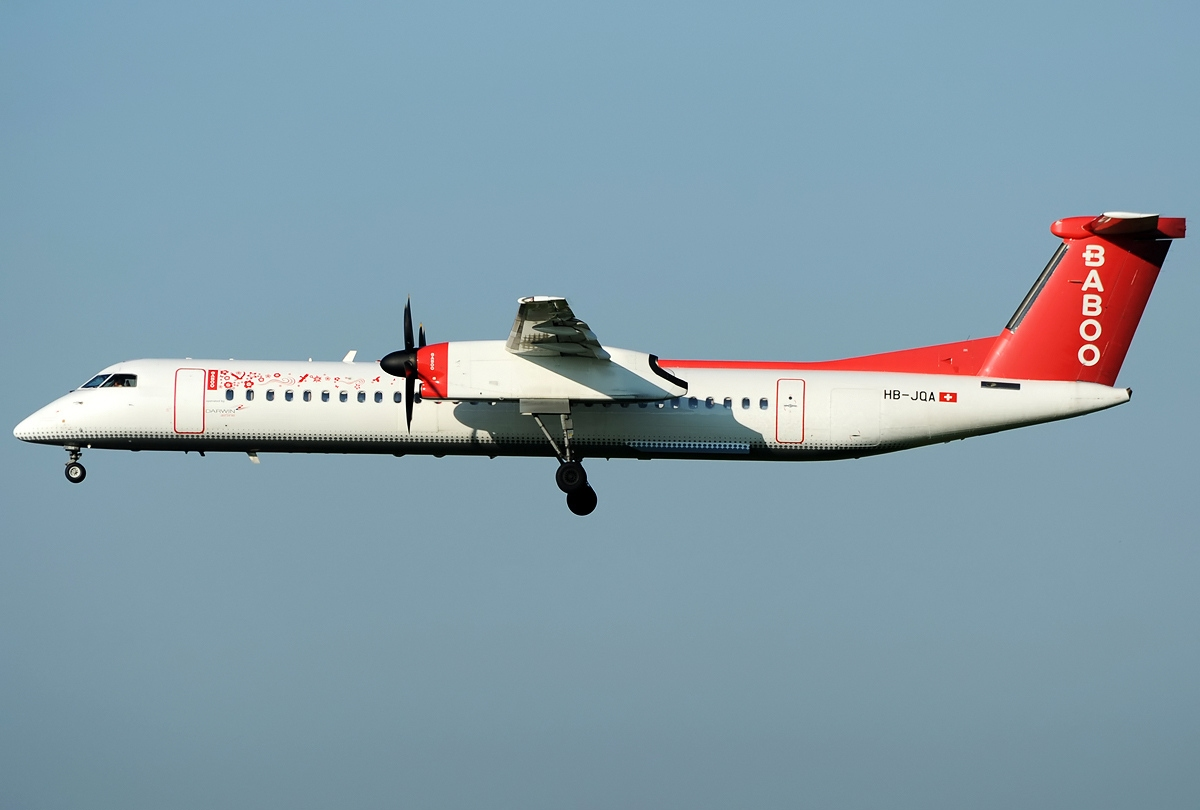
巴布航空的德哈維蘭加拿大Dash 8 Q400

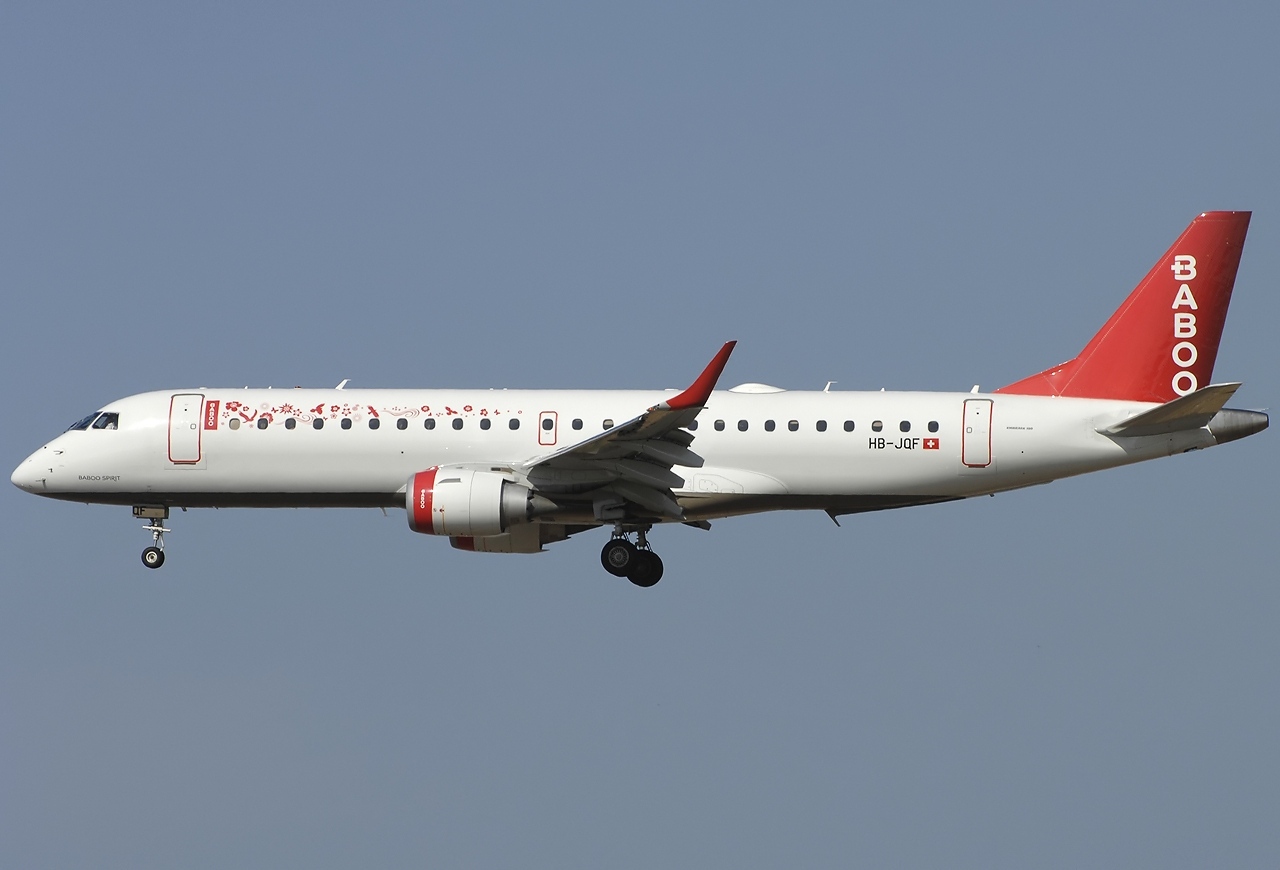
巴布航空的巴西航空工业E190

巴布航空在併購前的機隊如下：
| 機型                      | 數量 | 載客量 |
| ------------------------- | ---- | ------ |
| 德哈維蘭加拿大Dash 8 Q400 | 2    | 74     |
| 總計                      | 2    |        |

### 歷史機隊
巴布航空曾營運以下機型：
| 機型                      | 數量 | 退役年份 |
| ------------------------- | ---- | -------- |
| 德哈維蘭加拿大Dash 8 Q300 | 3    | 2008年   |
| 巴西航空工业ERJ135        | 1    | 2004年   |
| 巴西航空工业E190          | 3    | 2010年   |
| 總計                      | 7    |          |